# Großer Graben (Alte Ilse)
Der Große Graben ist ein etwa 8 km langer Bach im Landkreis Wolfenbüttel, der südlich der Asse bei Remlingen beginnt und bei Kissenbrück von rechts in die Alte Ilse mündet. Diese wiederum fließt rund 900 Meter weiter ebenfalls von rechts in die Oker. Da eine Verwechslungsgefahr mit dem nahegelegenen Großen Graben im Großen Bruch besteht, wird er bisweilen auch mit Großer Graben (Alte Ilse) betitelt.

## Geographie

### Verlauf
Als Quelle wird im Gewässergütebericht des für die Überwachung zuständigen Niedersächsischen Landesamts NLWKN der Zusammenfluss mehrerer Feldbäche südlich von Remlingen angegeben. Ein Zufluss beginnt im Ortskern von Remlingen An der Mühle. Der Graben verläuft in sehr geradlinigen Abschnitten vorwiegend westwärts zwischen den Hügeln der südlichen Asse-Ausläufer durch die Remlinger Lößmulde. Er durchfließt Klein Biewende, nimmt von Süden mehrere Feldbäche auf und passiert Groß Biewende nördlich. In der amtlichen Online-Karte heißt der Abschnitt zwischen Klein Biewende und Groß Biewende auch Kerrenwellenbach, entsprechend dem südlich davon parallel verlaufenden Karrenwellenweg. Vor dem Ort ist eine Badeanstalt und unterhalb des Ortes eine Kläranlage verzeichnet, an die etwa 2500 Einwohner angeschlossen sind. Dort fließt ein Teilstrom bereits Richtung Südwesten zur Alten Ilse.
Nach der Einmündung des Scharrenbecks bzw. der Scharrenbeeke erreicht der Große Graben den südlichen Ortsrand von Kissenbrück, wo von Norden die für den Ort namensgebende Kisse zufließt. Anschließend begrenzt er das Gelände des Ritterguts Hedwigsburg nach Norden und trifft auf die Alte Ilse, die das Gut westlich abschließt. Am Zusammenfluss kommt von Süden noch ein weiterer Bach dazu, während der dort abzweigende Dükergraben einen Teil des Wassers nach Norden abtransportiert. Er passiert die Kläranlage Kissenbrück, an die etwa 6500 Einwohner angeschlossen sind. Er wird unter der Alten Ilse und der Oker gedükert und mündet in Ohrum in die Oker. Im Unterlauf westlich der Oker heißt der Bachlauf in der Amtlichen Karte Riethegraben. Die Ableitung des Wassers in den unteren Bereich der Oker dient dem Schutz vor einem Hochwasserrückstau.
In älteren Karten und Darstellungen wird der Große Graben im gesamten Unterlauf als Scharrenbeeke bezeichnet, so dass demnach der Große Graben als Scharrenbeeke mit dem Zufluss aus dem Karrenwellenbach und der Kisse anzusehen ist.

## Gewässergüte
Die geradlinigen, unnatürlich geformten Abschnitte und die weitestgehend fehlende Uferbepflanzung ergeben eine schlechte Benotung der Gewässerstrukturgüte. Ebenfalls negativ wirkt sich der Einfluss des intensiv landwirtschaftlich genutzten Umfelds aus, das zu starken Einträgen von Düngemitteln und Pflanzenschutzmitteln führt. Die Gräben im Oberlauf fallen im Sommer häufig trocken, die Fauna entspricht der von Stillgewässern. Das Gewässer verfügt über Möglichkeiten zur Zustandsverbesserung und erhält vom NLWKN die Entwicklungspriorität 5.

## Elbe-Weser-Wasserscheide
Der Große Graben gehört zum Einzugsgebiet der Weser. Unmittelbar östlich von Remlingen fließt der Osterbeek Richtung Semmenstedt zum Winnigstedter Tiefenbach, der zum Einzugsbereich des Großen Grabens im Großen Bruch gehört. Diese Gewässer fließen über Bode und Saale zur Elbe, so dass die Elbe-Weser-Wasserscheide unmittelbar in Remlingen verläuft.